# Beornia femorata
Beornia femorata är en stekelart som beskrevs av Karl-Johan Hedqvist 1975. Beornia femorata ingår i släktet Beornia och familjen finglanssteklar.
Artens utbredningsområde är Sverige. Arten är reproducerande i Sverige. Inga underarter finns listade.